# Holý vrch (Úštěcká pahorkatina)
Holý vrch (302 m n. m., německy Holleyberg) je vrch v okrese Litoměřice Ústeckého kraje. Leží asi 1 km západně od vsi Encovany, na jejím katastrálním území a území vsi Zahořany.
Holý vrch je součástí pásu vrchů ve směru VSV–ZJZ, který se táhne od vrchu Hořidla (372 m), přes Skalky (338 m), Holý vrch a Křemín (244 m) ke břehu Labe.

## Ochrana přírody
Holý vrch a okolní plochy na katastrálním území Křešice u Litoměřic a Encovany o celkové rozloze 37,3552 ha jsou od roku 2013 vyhlášeny jako přírodní rezervace. Části vrchu jsou evidovány jako evropsky významná lokalita Holý vrch (kód CZ0420007). Hlavním předmětem ochrany jsou polopřirozené suché trávníky a facie křovin na vápnitých podložích, dubohabřiny asociace Galio-Carpinetum a panonské šípákové doubravy. V roce 2013 byla na části vrchu vyhlášena přírodní rezervace Holý vrch.

## Geomorfologické zařazení
Vrch náleží do celku Ralská pahorkatina, podcelku Dokeská pahorkatina, okrsku Úštěcká pahorkatina, podokrsku Liběšická pahorkatina a Třeboutičské části.

## Přístup
Nejbližší dojezd automobilem je do Encovan, Zahořan a Sedlece, příp. k silnicím je spojujícím. Na severních a jižních svazích vrchu je síť pěších cest, ale žádná oficiální nevede až na vrchol.